# Zasebnost
Zasebnost je stanje, ko je posameznik sam in ni moten od ostalih oz. lastnost, ki zagotavlja nadzor nad uporabo, zbiranjem in razširjanjem osebnih podatkov in informacij.

## Teorije o zasebnosti
Glede na to, da je zasebnost subjektiven pojem, poznamo tudi več definicij zasebnosti. 
Med prve štejemo Aristotelovo ločevanje javne in zasebne sfere (oikos in polis). Zasebnost je tudi biblična tematika, saj prikaže sramoto ob posegu v zasebnost, npr. ko Adam in Eva spoznata, da sta gola (Milton Konvitz v Wagner DeCew 1997: 11).
Moderni koncepti opažajo oženje zasebne sfere: »Družina postaja čedalje bolj zasebna, delovno in organizacijsko okolje pa vedno bolj javno«.
Hannah Arendt opisuje zasebno sfero kot področje, »kjer je posameznik varen in skrit pred svetom«. Če se zasebna sfera zoži le na intimo, posamezniku ostane zgolj lastna subjektivnost, to pa vodi v razčlovečenje, deindividualizacijo posameznikov in s tem v »usodno, sterilno pasivizacijo«.
Sykes meni: »Nekateri pravijo, da je zasebnost bistvena za biti človek, vendar je v resnici povsem mogoče biti človek brez zasebnosti. Bolj točno je reči, da je zasebnost nujna za biti svoboden človek«.
S pravnega vidika zasebnost zaradi svoje subjektivnosti ni nedvoumno ali jasno definirana. Tudi morebitno definiranje bi se lahko v določenem trenutku izkazalo za preozko, zato se v vsakem posameznem primeru sodnega spora tehta pravica do zasebnosti nasproti drugi pravici. Pravica do zasebnosti je sicer definirana kot osebnostna pravica, v kateri se združuje vrsta pravic v zvezi s človekovo osebo in njegovimi osebnimi razmerji. Pravica je, tako kot druge osebnostne pravice, osebna in nepremoženjska. Tudi zanjo je značilno, da pripada posamezniku kot sestavni del njegove osebnosti, ki jo sočasno tudi varuje, pri čemer je varovan tudi njegov odnos do drugih.

## Področja zasebnosti
Zasebnost lahko razdelimo na več področij, na:
- informacijsko zasebnost: zajema zbiranje in upravljanje z osebnimi podatki in jo poznamo tudi kot varovanje osebnih podatkov,
- telesno zasebnost: pokriva področje, povezano z genetskimi in drugimi preiskavami telesnih tekočin in/ali tkiv ter odprtin,
- komunikacijsko zasebnost: zagotavlja zasebnost pošte, telefonskih pogovorov in drugih oblik sporazumevanja in
- zasebnost v prostoru: omejuje poseganje v zasebnost na delovnem mestu ali doma.

## Ključni pravni akti

### Mednarodne pogodbe
- Splošna deklaracija o človekovih pravicah
- Mednarodni pakt o državljanskih in političnih pravicah
- Evropska konvencija o varstvu človekovih pravic in temeljnih svoboščin
- Konvencija Sveta Evrope o varstvu posameznikov glede na avtomatsko obdelavo osebnih podatkov

### Zakonodaja Evropske unije
- Direktiva 95/46/ES Evropskega parlamenta in Sveta EU o varstvu posameznikov pri obdelavi osebnih podatkov in o prostem pretoku takih podatkov
- Direktiva 2002/58/ES Evropskega parlamenta in Sveta o obdelavi osebnih podatkov in varstvu zasebnosti na področju elektronskih komunikacij (Direktiva o zasebnosti in elektronskih komunikacijah)

### Zakonodaja RS
- Ustava Republike Slovenije
- Zakon o varstvu osebnih podatkov[8]
- Zakon o elektronskih komunikacijah[9]
- Kazenski zakonik[10]
- Obligacijski zakonik[11]
- Zakon o pravdnem postopku[12]